# Tinder
Tinder es una aplicación de citas en línea y redes geosociales lanzada en 2012. En ella, los usuarios "deslizan hacia la derecha" para dar me gusta o "deslizan hacia la izquierda" para no gustar los perfiles de otros usuarios, que incluyen sus fotos, una breve biografía y algunos de sus intereses. Tinder utiliza un sistema de "doble suscripción", también llamado "matching", en el que dos usuarios deben gustarse antes de poder intercambiar mensajes.
En 2022, Tinder tenía 10,9 millones de suscriptores y 75 millones de usuarios activos mensuales. En 2021, Tinder había registrado más de 65 mil millones de coincidencias en todo el mundo.

## Historia
Tinder fue fundada dentro del conglomerado de startups Hatch Labs por Martina Garcia Ossorio, Sean Rad, Jonathan Badeen, Justin Mateen, Sofia Hermida, Dinesh Moorjani y Whitney Wolfe Herd, quien dejó Tinder para crear Bumble en 2014. Otras fuentes restringen la lista de fundadores a Mateen, Rad y Badeen, aunque esto ha sido discutido. Sean Rad y Justin Mateen se conocían desde los 14 años. Ambos provienen de familias judío-iraníes en el área de Los Ángeles, y ambos asistieron a la Universidad del Sur de California y se convirtieron en empresarios en línea al mismo tiempo. Rad ha dicho que el ímpetu para la creación de Tinder fue su observación de que "no importa quién eres, te sientes más cómodo acercándote a alguien si sabes que quiere que te acerques a él". Creía que se podría crear un sistema de "doble suscripción" para aliviar potencialmente el estrés de conocer gente nueva. Rad también ha dicho que Tinder llenó un vacío en la disponibilidad de plataformas sociales para conocer extraños, en lugar de conectarse con personas que un usuario ya conoce. Tinder se sembró en numerosos campus universitarios y rápidamente se expandió a campus adicionales. La aplicación ganó el premio Crunchie de TechCrunch a la "Mejor nueva puesta en marcha de 2013". En marzo de 2013, la directora de redes sociales de Tinder, Alexa Mateen, quien encabezó la expansión del campus universitario de Tinder, dijo que la aplicación ofrecía una "oportunidad de conocer gente que normalmente no conocerías". En mayo de 2013, Tinder era una de las 25 mejores aplicaciones de redes sociales en línea, según la frecuencia de uso y la cantidad de usuarios. Inicialmente, en lugar de utilizar el movimiento de deslizamiento actual de Tinder para hacer coincidencias, los usuarios tenían que hacer clic en un corazón verde o en una X roja para seleccionar o pasar de una foto mostrada.
Tinder se convirtió en el primer nuevo servicio de citas en línea en reclamar un lugar como uno de los cinco servicios más utilizados de la web en aproximadamente 10 años. Sean Rad se ha desempeñado como CEO de Tinder en dos ocasiones. Fue el CEO inicial de la compañía hasta marzo de 2015, cuando fue reemplazado por el exejecutivo de eBay y Microsoft, Chris Payne. Payne dejó la empresa, y Rad regresó simultáneamente como director ejecutivo, en agosto de 2015. Rad volvió a dimitir como director general en diciembre de 2016, convirtiéndose en presidente de Tinder y cediendo el puesto de director general al expresidente de Tinder, Greg Blatt.

### 2014–2015
En octubre de 2014, los usuarios de Tinder completaron más de mil millones de deslizamientos por día, produciendo alrededor de doce millones de coincidencias por día. En ese momento, el usuario promedio de Tinder generalmente pasaba alrededor de 90 minutos al día en la aplicación. Tinder se convirtió en la primera "aplicación de deslizamiento", un término ahora común para varias aplicaciones que utilizan gestos de deslizamiento hacia la izquierda o hacia la derecha para controlar qué contenido ve el usuario cuando navega, después de cambiar de su funcionalidad original basada en íconos siguiendo la inspiración conjunta. el fundador Jonathan Badeen mientras limpiaba un espejo empañado en su baño. La funcionalidad de deslizamiento ahora es utilizada por muchas otras empresas y software. En 2015, Tinder introdujo la capacidad de volver a los perfiles rechazados a través de una función de "rebobinado", que permite a los usuarios corregir acciones erróneas. Esto no era posible anteriormente, ya que los perfiles rechazados simplemente no volverían a aparecer. Se han desarrollado aplicaciones complementarias para proporcionar diferentes acciones o mecanismos para lograr la función de deslizamiento de Tinder. Los usuarios pueden, por ejemplo, usar aplicaciones complementarias para que su frecuencia cardíaca determine en qué dirección deslizar el dedo, en lugar de hacerlo con los dedos. En octubre de 2015, Tinder lanzó la función Super Like en todo el mundo. Esto permite a los usuarios que no pagan dar Me gusta a un perfil cada 24 horas de forma gratuita. Los usuarios de Tinder Plus pueden usar hasta cinco Super Likes al día. En lugar de deslizar el dedo hacia la derecha, el usuario debe deslizar el dedo hacia arriba o tocar un icono de estrella azul para Súper Me gusta un perfil mostrado. Tinder notifica a los usuarios si han recibido Súper Me gusta agregando un borde azul a los perfiles de cualquiera a quien le hayan Súper Me gusta. Tinder ha declarado que los Super Likes hacen que sea tres veces más probable que los usuarios coincidan que los deslizamientos a la derecha estándar. El 11 de noviembre de 2015, la función "Moments" de Tinder se había retirado.

### 2018
El 6 de agosto de 2018, Tinder tenía más de 3,7 millones de suscriptores pagos, hasta un 81 por ciento más que en el mismo trimestre de 2017. El 21 de agosto de 2018, Tinder lanzó Tinder University, una función que permite a los estudiantes universitarios conectarse con otros estudiantes en su campus y en las escuelas cercanas. En diciembre de 2018, Tinder lanzó un nuevo sitio web editorial: Swipe Life.

### 2019
El 10 de mayo de 2019, se informó que Tinder estaba planeando una aplicación de versión más liviana llamada Tinder Lite dirigida a mercados en crecimiento donde el uso de datos, el ancho de banda y el espacio de almacenamiento son una preocupación. El 6 de agosto de 2019, Tinder tenía 5,2 millones de suscriptores de pago al final del segundo trimestre de 2019, 1,5 millones más que el trimestre del año anterior y 503.000 más que en el primer trimestre de 2019. El crecimiento de suscriptores de Tinder llevó las acciones de Match Group al mejor sencillo. ganancia diaria en su historia el 7 de agosto, agregando más de 5000 millones de dólares a la capitalización de mercado de la compañía.

### 2020
En enero de 2020, la administración de Tinder habilitó un botón de pánico y tecnología anticatfishing para mejorar la seguridad de los usuarios estadounidenses. En el futuro, estas funciones deberían estar disponibles a nivel mundial. Si algo sale mal en una cita, un usuario puede presionar un botón de pánico, transmitir datos de ubicación precisos y llamar a los servicios de emergencia. Además, antes de ir a una reunión, los usuarios deben tomarse selfies para demostrar que sus fotos en los perfiles de Tinder coinciden con sus identidades reales.

### 2021
La capitalización de mercado de Match Group al 14 de octubre de 2021 era de 44,59 mil millones de dólares. 
En febrero de 2021, Tinder anunció que lanzaría una gama de accesorios móviles bajo la marca Tinder Made.  La aplicación informó ese mes un máximo histórico de usuarios dispuestos a "tener una cita" en lugar de chats virtuales y en línea durante el apogeo de la pandemia en los EE. UU. Regaló pares de kits de prueba de COVID-19 a algunas coincidencias para fomentar un comportamiento responsable a medida que los usuarios comiencen a encontrarse en persona nuevamente.
En marzo de 2021, Tinder anunció un servicio que permitiría a los usuarios realizar verificaciones de antecedentes de posibles coincidencias después de una inversión en Garbo, una empresa que "recopila registros públicos e informes de violencia o abuso, incluidos arrestos, condenas, órdenes de restricción, acoso y otros". crímenes violentos".  Garbo no publica cargos de posesión de drogas o infracciones de tránsito, citando un encarcelamiento desproporcionado. Este servicio tiene una tarifa que aún no ha sido revelada a los usuarios.
En agosto de 2021, Tinder anunció un servicio de verificación de identidad para mitigar el "catfishing" en la plataforma. 
En septiembre de 2021, Lanzone anunció que dejaría el cargo de director ejecutivo para desempeñar un nuevo cargo en Yahoo.  Tinder nombró a Renate Nyborg su nueva directora ejecutiva. Es la primera mujer directora ejecutiva de la empresa.
En diciembre de 2021, Nyborg anunció que la empresa estaba trabajando en la creación de un metaverso llamado Tinderverse, una realidad virtual compartida . La compañía también está probando Tinder Coins , la moneda que los usuarios pueden ganar en la aplicación como recompensa por su buen comportamiento, lo que les permite pagar los servicios prémium de la plataforma. 

### 2023
En mayo de 2023, Match Group anunció su intención de restringir el acceso a Tinder en Rusia y retirarse del mercado ruso antes del 30 de junio de 2023, citando la necesidad de proteger los derechos humanos.  Al hacerlo, se convirtió en una de las muchas empresas occidentales que abandonaron Rusia después de la invasión rusa de Ucrania . Tinder dejó de estar disponible en Rusia en la fecha prevista.  En respuesta, un grupo de rusos organizó un funeral simulado en Sochi. Los dolientes, vestidos de negro, compartieron sus historias y experiencias con la aplicación y colocaron claveles rojos en una lápida simulada en forma de teléfono inteligente. 
En 2023, Tinder introdujo una nueva función, Tinder Matchmaker. Permite a los amigos y familiares del usuario acceder a su cuenta de Tinder y sugerirles socios potenciales.
Según Tinder, la adición de una función que permite a los amigos seleccionar coincidencias compatibles hace que las citas en línea sean más seguras  porque el enfoque "basado en equipos" ayuda a los usuarios a mitigar los riesgos potenciales asociados con la interacción con extraños.  Melissa Hobley, directora de marketing de Tinder , dijo que los solteros a menudo buscan el consejo de sus amigos al elegir una pareja: "La nueva función agiliza este proceso, permitiendo que sus amigos más confiables se unan a usted en su viaje de citas". 

### 2024
En enero de 2024, Match Group nombró a Faye Iosotaluno directora ejecutiva de Tinder.
Match Group ha anunciado que Tinder dejará de operar en Bielorrusia después del Día de San Valentín.

## Características
Tinder dispone de una interfaz de usuario que muestra sucesivamente diferentes perfiles de otros usuarios. El usuario desliza el dedo por sobre la pantalla de un teléfono inteligente a la derecha para indicar interés por esa persona y a la izquierda si no está interesado, todo ello de forma anónima. Si dos usuarios están mutuamente interesados entre sí, ambos son informados y se les permite iniciar la conversación a través del chat interno de la aplicación. La edad mínima requerida para usar Tinder es 18 años. Disponible en 24 idiomas, los programadores Matias Cacciagrano y Juan Bondiola Muñoz fueron los encargados de desarrollar esta sección. La app se encuentra disponible para dispositivos Android e iOS; y puede descargarse de forma gratuita en Google Play y en la App Store.
En el 2015, la aplicación fue parte mayoritaria del video de Hillary Duff, Sparks, el cual recibió muchas críticas en redes sociales ya que algunos pensaron que el vídeo era un comercial de Tinder. La canción "Swipe to the Right" de Jean-Michel Jarre y Cyndi Lauper también hace referencia a Tinder.
En noviembre de 2016, Tinder introdujo más opciones para que los usuarios seleccionen su género. En la configuración de la aplicación tienen la opción de escribir una palabra que se adapte a su identidad de género. También la opción de mostrar esto en su perfil o no está disponible.
En 2017, se lanzó globalmente Tinder Online, una versión optimizada para la web de la aplicación de citas, para que las personas puedan acceder a Tinder desde sus escritorios. Ese mismo año se lanzó Tinder Gold, un servicio solo para miembros, que ofrece sus funciones adicionales: Pasaporte, Rebobinado, Me gusta ilimitado, cinco Súper Me gusta por día, un Boost por mes y más controles de perfil. Este es un servicio opcional ofrecido a los usuarios de Tinder Plus que cuesta una tarifa adicional como una suscripción de paga.
En agosto de 2018, el Grupo Match anunció que Tinder tenía más de 3,7 millones de suscriptores pagos, un 81 por ciento más que en el mismo trimestre de 2017.
Algunas de sus principales características son:
- Swipe es fundamental para el diseño de Tinder. De las coincidencias compatibles que proporciona el algoritmo de la aplicación, los usuarios deslizan a la derecha para "gustar" coincidencias potenciales y deslizan a la izquierda para continuar su búsqueda.[46]
- Integración de Instagram permite a los usuarios acceder a los perfiles de Instagram de otros usuarios.[47]
- Common Connections permite a los usuarios ver si comparten un amigo mutuo en Facebook con una coincidencia (una conexión de primer grado en Tinder) o cuando un usuario y su pareja tienen dos amigos separados que son amigos entre sí (considerado de segundo grado en Tinder).[47][48]
- Tinder Gold, introducido en todo el mundo en agosto de 2017, es una función de suscripción prémium que le permite al usuario ver a aquellos que ya les han gustado antes de deslizar.[49]

## Riesgos
Tinder, como toda app, no está libre de riesgos, pero tiene más ya que el principal motivo de su uso es conseguir relaciones sexuales con nuevas personas. En 2018 se comenzó a advertir sobre el spam de webcam para adultos, así como también sobre el aumento de bots de spam una vez que la versión de Android fue liberada.
Un bot hablador es un programa informático que imita el comportamiento humano, haciendo creer al interlocutor que está chateando con una persona real. En Tinder, los ciberdelincuentes logran esto a través de perfiles falsos que envían spam. Cuando un usuario indica que le gusta uno de estos perfiles falsos, puede comenzar a chatear con esa persona, y ahí es cuando el bot ofrece, por ejemplo, sesiones de videochat o webcam para adultos pidiendo al usuario que haga clic en un enlace que lo llevará a un sitio web. Una vez allí, se le solicita al usuario que ingrese sus datos personales y una tarjeta de crédito para poder acceder a la sesión de webcam y verificar su mayoría de edad.

## Verificar un perfil en Tinder
Tinder ha optado por aplicar métodos de verificación que permitan a sus usuarios identificarse como la persona que aparece en su perfil. Se trata del mismo sistema de verificación que utilizan otras aplicaciones como Badoo.

### Tinder Swipe Night
En 2019 Tinder agregó un nuevo modo para interactuar y jugar al mismo tiempo, se le llama Tinder’s Swipe Night, es en concreto un videojuego donde el usuario elige su propia aventura que estará en vivo en la plataforma desde las 6 de la tarde a la medianoche todos los domingos, comenzando cada fin de semana. 
Cada decisión que se tome en el vídeo de cinco minutos (como subir una insta story u otras actividades) cambia el curso de la experiencia y no se tiene mucho tiempo, sólo unos segundos para tomar esas decisiones. Si no se toma una decisión, Swipe Night lo hace por el usuario.